# Circuito Montañés 2004
En esta edición del Circuito Montañés se completaron un total de 1126 km a lo largo de 7 etapas, con un doble sector en la quinta etapa, que al final coronaron a Fernando Serrano como el líder de la prueba.

## Etapas
| Etapa | Fecha      | Recorrido                        | km     | Ganador Etapa                   | Líder                               |
| 1     | 16-06-2004 | Santander - El Astillero         | 153,8  | Aitor Galdós Alonso             | Aitor Galdós Alonso                 |
| 2     | 17-06-2004 | Los Corrales de Buelna - Laredo  | 167,0  | Pavel Brutt                     | Fernando Serrano                    |
| 3     | 18-06-2004 | Laredo - Renedo                  | 156    | Oleg Ruban                      | Fernando Serrano                    |
| 4     | 19-06-2004 | Agua de Solares - Torrelavega    | 157,5  | José Ignacio Gutiérrez Cataluña | Fernando Serrano (Ávila Rojas-Marb) |
| 5     | 20-06-2004 | Polanco - Santander (La Atalaya) | 134    | Wesley Van Der Linden           | Fernando Serrano                    |
| 5     | 20-06-2004 | (C.R.I) Maliaño - Alto de Churi  | 9      | Joseba Agirrezabala             | Fernando Serrano                    |
| 6     | 21-06-2004 | Torrelavega - Potes              | 196,7  | Sergio Domínguez                | Fernando Serrano                    |
| 7     | 22-06-2004 | Potes - Santander                | 152 km | Jorge Nogaledo García           | Fernando Serrano                    |

## Clasificación general
| Puesto | Nombre            | País   | Equipo               | Tiempo   |
| 1      | Fernando Serrano  | España | Ávila Rojas-Marbella | 27.49.00 |
| 2      | Antonio López     | España | Murcia Turística     | a 0.27   |
| 3      | Alexis Rodríguez  | España | Cropusa-Burgos       | a 0.38   |
| 4      | Pavel Brutt       | Rusia  | Lokomotiv            | a 0.43   |
| 5      | Daniel Navarro    | España | Würth-Liberty        | a 1.03   |
| 6      | Ignacio Gutiérrez | España | Caja C. La Mancha    | a 1.10   |
| 7      | Xavier Tondo      | España | Ángel Mir-Avant      | a 1.12   |
| 8      | Dailos Diaz       | España | Saunier Duval        | a 1.51   |
| 9      | Aaron Villegas    | España | Enypesa-Gse          | a 2.23   |
| 10     | Vicente Elvira    | España | Cropusa-Burgos       | a 3.06   |

- Datos: Q5769961